# Burtscheid (Hunsrück)
Burtscheid im Hunsrück ist eine Ortsgemeinde im Landkreis Bernkastel-Wittlich in Rheinland-Pfalz. Sie gehört der Verbandsgemeinde Thalfang am Erbeskopf an. Zu Burtscheid gehören auch die Wohnplätze Flakhaus und Sonnenhof.

## Geschichte
Der Name Burtscheid ist die Germanisierung des keltischen Bor(uo)cetum mit den Bestandteilen: Borvo „warme Quelle“, auch Gott (siehe auch Worms, Wormerich und das französische Bourbon) und caito-, ceto- „Wald“ (bretonisch koat, koet, walisisch coed „Wald“).
Im Mittelalter gehörte Burtscheid zur Mark Thalfang mit Sitz auf Schloss Dhronecken. 1794 wurde das Linke Rheinufer, damit auch Burtscheid, von Französischen Revolutionstruppen annektiert. Aufgrund eines Gesetzes vom 26. März 1798 hoben die Franzosen die Feudalrechte in der Region auf. Nach Ende der französischen Herrschaft kam der Ort 1815 zum Königreich Preußen. Seit 1946 ist der Ort Teil des damals neu gebildeten Landes Rheinland-Pfalz.
Einwohnerentwicklung
Die Entwicklung der Einwohnerzahl von Burtscheid, die Werte von 1871 bis 1987 beruhen auf Volkszählungen:
| Jahr | Einwohner |
| ---- | --------- |
| 1815 | 118       |
| 1835 | 147       |
| 1871 | 141       |
| 1905 | 135       |
| 1939 | 110       |

| Jahr | Einwohner |
| ---- | --------- |
| 1950 | 129       |
| 1961 | 111       |
| 1970 | 116       |
| 1987 | 128       |
| 1997 | 143       |

| Jahr | Einwohner |
| ---- | --------- |
| 2005 | 124       |
| 2011 | 109       |
| 2017 | 116       |
| 2023 | 111       |

## Politik

### Gemeinderat
Der Gemeinderat in Burtscheid besteht aus sechs Ratsmitgliedern, die bei der Kommunalwahl am 9. Juni 2024 in einer Mehrheitswahl gewählt wurden, und dem ehrenamtlichen Ortsbürgermeister als Vorsitzendem.

### Bürgermeister
Sebastian Graul wurde am 14. August 2019 Ortsbürgermeister von Burtscheid. Bei der Stichwahl am 16. Juni 2019 hatte er sich mit einem Stimmenanteil von 50,54 % gegen den bisherigen Amtsinhaber durchgesetzt, nachdem bei der Direktwahl am 26. Mai 2019 keiner der ursprünglich drei Bewerber eine ausreichende Mehrheit erreicht hatte. Bei der Direktwahl am 9. Juni 2024 wurde Graul ohne Gegenkandidat mit 86,7 % der Stimmen für weitere fünf Jahre in seinem Amt bestätigt.
Grauls Vorgänger waren von 2004 bis 2019 Olaf Hannemann und zuvor Friedhelm Fetzer.